# ريس هيل
ريس هيل هو راكب الكنو كندي، ولد في 8 فبراير 1986.

## وصلات خارجية
- ريس هيل على موقع أوليمبيديا (الإنجليزية)